# Sheer Heart Attack
Sheer Heart Attack је трећи студијски албум британске рок групе Квин, издат у новембру 1974. године. Продуцент албума је био сам бенд заједно са Ројем Томасом Бејкером, а албум је дистрибуиран од стране ЕМИ-а у Уједињеном Краљевству и од стране Електре у Сједињеним Америчким Државама.
Албум је лансирао Квин у широку популарност и у Уједињеном Краљевству и у свету: први сингл, "Killer Queen" је постигао друго место на британским листама и обезбедио је њихов први хит међу топ двадесет у САД, достигавши 12. место на Билборд листи синглова. Sheer Heart Attack је био први албум групе Квин који се такође попео међу топ двадесет, достигавши 12. место 1975. године. Одступајући од прогресивних тема које су се појављивале на прва два албума, овај албум је садржао више конвенционалне рок песме и обележио је корак ка традиционалном звуку групе. У скоријим годинама, многе публикације га у свом тексту сматрају као један од најбољих радова групе.

## Песме

### ""
Брајан Меј је написао "Brighton Rock" 1973. пре завршетка албума Queen II (варијације соло дела су обично свиране уживо као део песме Son And Daughter), али временске рестрикције су довеле до тога да песма није била спремна да се појави на албуму све до Sheer Heart Attack-а. Наслов се односи на неку врсту шале: истим именом се зове и дугачак, цилиндрично обликован шећерни слаткиш који се односи на то летовалиште. Фраза је такође врло позната у поп култури Уједињеног Краљевства као наслов мрачне новеле, касније пренете у успешан филм у ком се појављује Ричард Атенборо као тинејџерски социопата.
Песма, као прва на албуму, говори о причи двоје заљубљених под именом Џени и Џими који су упознавају у Брајтону током државног празника. Џени не може да одуговлачи, јер се плаши да ће њена мајка сазнати "како сам провела свој одмор", али касније "пише писма сваки дан"; Џими, нестрпљив тога дана, није срећан са њеним "ништа моја љубав не може избрисати": сада је он тај који се плаши да ће га "своја дама" открити.
Песма је вероватно позната по дугачком гитарском солу који служи као интермецо и као такав је сличан солу у песми "Blag" из 1968. године групе Смајл. Соло садржи Мејову технику коришћења више еха при употреби грађења хармонија гитаре и контрапунктних мелодијских линија. Студијска верзија садржи само једну "главну" гитару и једну гитару која "одјекује" током кратког периода, међутим уживо би он обично поделио сигнал гитаре у један "главни" и два која "одјекују", а сваки одлази у посебан сет појачала.
Варијације овог сола су често свиране на концертима групе, било као део приказа Brighton Rock-а, као мешавина њега са осталим песмама (сведочењем на News of the World концертној тури када је уследио након вишегласног вокалног сола Фредија Меркјурија на крају песме White Man и Мејев соло би се променио у песме "" или "Now I'm Here") или као сопствени гитарски соло.
Касних седамдесетих, соло је адаптиран да садржи бас-гитару и бубњеве, укључујући и соло на тимпанима од стране Роџера Тејлора (од октобра 1978. до новембра 1981. године). 1980. и '81. године соло је укључен у мешавину заједно са песмом "Keep Yourself Alive", пре него што је постао као самостално извођење. Током скорашње Квин + Пол Роџерс туре, модификована верзија, укључујући и делове из песме "Chinese Torture" (са албума The Miracle) и увод из песме "Now I'm Here" била је истакнута на концертима. Квин + Пол Роџерс верзија је такође истакнута на њиховом концертном албуму Return of the Champions, једноставно названа "Guitar Solo". Концертна верзија је обично дуга између девет и тринаест минута. Меј је свирао део сола на церемонији затварања Летњих олимпијских игара 2012. године у Лондону.
"" је песма коју је написао Фреди Меркјури и била је први међународни хит бенда. Једна је од песама за коју је прво написао текст. Група је првобитно снимила делове песме без Меја, зато што се он опорављао у болници од чира на дванаестопалачном цреву, остављајући простора за попуњавање где је год могао. Меркјури је свирао посебну врсту клавира (на албуму потписан као џенгл клавир) а такође и концертни клавир. Песма је свирана и снимана неколико пута за наступ у емисији Top of the Pops 1974. године.
"" је песма Роџера Тејлора на албуму а такође је певао главне вокале на њој. Пратећи инструменти су били Тејлорови бубњеви, Меркјуријев клавир, бас гитара Џона Дикона и Мејева Red Special гитара. Тејлоров текст у песми говори о младима и бунтовницима. Осим приказа могућности свирања Red Special-а ван нормалне фазе, такође садржи ехо ефекте свиране на тој гитари као у песми "Brighton Rock". Последњи пар одсвираних нота се преклапа у песму "Flick of the Wrist". Првобитни наслови за песму били су "Teen Dreams" и "Young and Crazy".
"" је била двострука А страна на синглу "Killer Queen" али је много мање била представљана и због тога не тако популарна у Квиновој фан бази. У песми Меркјури пева вокале одвојене за октаву. Када се Меј поново посветио послу након повратка из болнице, није чуо песму пре него што је снимио делове гитаре и пратеће вокале. Песма је тешка, са врло мрачним текстом и агресивним тоном. У временском интервалу од 1:14 до 1:16 стих текста "Baby you've been had" се може чути. Овај стих такође служи као отварање за следећу песму на албуму, "Lily of the Valley", спајајући три песме у мешавину ("Tenement Funster" се преклапа у "Flick of the Wrist", а "Flick of the Wrist" у "Lily of the Valley").
"Lily of the Valley" представља Меркјурија који свира клавир и налази се на свим вокалима. Песма има референцу ка другој песми "Seven Seas of Rhye" у стиху "messenger from Seven Seas has flown to tell the King of Rhye he's lost his throne".
Песма, заједно са "Tenement Funster" и "Flick of the Wrist" је обрађена од стране бенда Дрим Тиатер на бонус диску њиховог албума Black Clouds & Silver Linings.
"Now I'm Here" је други сингл бенда са албума. Песма је написана од стране Меја док је био у болници, присећајући се концертних тура са бендом Мот Д Хупл и снимана је последњих недеља рада на албуму, са њим на клавиру. Песма се много ослања на машине за кашњење, као што ће бити случај са песмом на наредном албуму, "The Prophet's Song". Песма почиње са усамљеним гитарским рифом, а затим га прате вокалне хармоније које донекле имитирају хор и преснимљени делови гитаре. Песма се завршава тако што сви чланови узвикују "Go Go Go Little Queenie" док се она утишава.
"In the Lap of the Gods" је судећи по Меркјурију директан увод за песму "Bohemian Rhapsody" и уопштено за албум A Night at the Opera. Песма је састављена од три дела: уводни део, који садржи брзе арпеђо тонове одсвиране на клавиру, јако високе фалсето тонове од стране Тејлора са вокалним хармонијама, други део који је у ствари спора љубавна песма укључујући Меркјуријеве вокале који су успорени и трећи део базиран на вокалним хармонијама које певају "leave it in the lap of the gods", са више фалсето тонова Тејлора. Дуго се мислило да су те високе ноте одсвиране на синтисајзеру, али их је Тејлор обично отпевавао на концертима како би доказао да нису. Током целе песме могу се чути звуци ветра.
"Stone Cold Crazy" је наводно написана од стране Меркјурија док је био у бенду Врекиџ, који је формиран пре Квина. Квин је свирао ову песму уживо најраније од 1972. године, али је песма претрпела много музичких и текстуалних измена пре него што је снимљена студијска верзија 1974. Пошто се ниједан члан бенда није могао сетити ко је написао текст за песму кад је албум издат, поделили су заслуге писања. Сам текст се суочава са гангстерима, спомињајући Ала Капонеа у њему. Прва је песма којој су заслуге припале целом бенду. Ова песма је позната по свом брзом темпу и великој дисторзији, претходећи жанру спид метала. Музички магазин Кју (Q magazine) описао је "Stone Cold Crazy" као "треш метал пре него што је термин измишљен". Песма је свирана уживо на скоро сваком концерту од 1974. до 1978. године.
Песма је обрађена од стране бенда Металика 1993. године и први пут издата на сету концертног албума Live Shit: Binge & Purge и на албуму обрада Garage, Inc..
"Dear Friends" је Мејева песма на којој он свира клавир и пева пратеће вокале, а Меркјури на њој пева водеће.
"" је била Диконова прва композиција. На њој је свирао већину гитара укључујући и соло гитару, а Меркјури се налазио на свим вокалима.
Песму "" је написао Меркјури и она га истиче на већини вокала (са техникама продукције користећи брзину касете како би одређене хармоније звучале ниско), на концертном клавиру и џенгл клавиру. Меј је свирао бенџо-укулеле а Дикон одређен део на контрабасу. Назив песме алудира на тадашњи хит "Bad Bad Leroy Brown" коју је написао амерички кантаутор Џим Крос (мало познат у Уједињеном Краљевству, земљи одакле Квин долази) који је погинуо у авионској несрећи годину дана раније. Песма је свирана уживо у другачијем аранжману који је скратио песму и такође је постала већином инструментал, осим самог краја и још једног стиха. Меј би донео бенџо-укулеле на сцену посебно за ову прилику.
Песму "" је написао и отпевао Меј а она укључује њега и Дикона како свирају акустичну гитару. Финиш песме садржи нешто што је Меј називао "њујоршким звуцима ноћних мора", а то укључује сирене полицијских њујоршких возила и звуке дубоког дисања који прате финалне тактове. Stormtroopers in Stilettos: Queen, The Early Years је био назив изложбе бенда 2011. године која је одржана у Олд Труман пивници у Брик Лејну, Лондону.
Ова песма која садржи јаки хорски део и звучање стадионског рока, може се сматрати као претходник песме "We are the Champions". Песма дели неке сличности са песмом "In the Lap of the Gods".

## Критике и оцене
NME је написао: "Гозба. Глупости нема, и песме које се стално пуштају и пуштају: Killer Queen, Flick of the Wrist, Now I'm Here и In the Lap of the Gods... Revisited". Винипег Фри Прес похвалио је "вишегласну гитару Брајана Меја, изузетну вокализацију Фредија Меркјурија и динамичан рад продукције Роја Томаса Бејкера", називајући албум "свакако забрањен, напад у пуној скали на чула". Циркус се односио на албум као "можда најтежи, највише рокерски напад на те ивице у којима смо уживали неко време". Ролинг стоун је оставио углавном позитивну оцену, давајући три од пет звезда албуму са закључком: "Ако је тешко волети га, онда га није тешко поштовати: овај бенд има вештина, и поврх свега и даље изазива". Џон Менделсон је био неимпресиониран, пишући, "Тражио сам преко обе стране овог последњег албума било шта, нешто, такође издалека добро као песме "" или "Father to Son", да бих на крају завршио празних ушију и издран. Док се 1974. ближила крају, албум је био рангиран од стране Диск магазина као трећи најбољи у тој години и поставио се на заједничком 24. месту од 60 албума који су се појавили у NME-овој листи за крај године.
Allmusic је оценио албум са 4,5 од 5 звезда, пишући, "театралност се тренутно употребљава у свакодневним аферама, која их иронично прави да звуче више од живота. А ово чуло скале, спојено са тешким гитарама, поп везама, и театралним стилом, обележава право откривање Квина, правећи Sheer Heart Attack као моменат где су се одистински пронашли". Моџо је оценио албум са 4 звезде, наводећи да је "превише предвиђан у корист албума A Night at the Opera," и називајући га "једнако одличним". Кју магазин доделио је албуму 5 звезда, називајући га "неопходним" и "једном од добрих поп/рок смеша седамдесетих". Пичфорк је доделио оцену 9 од 10, пишући, "Sheer Heart Attack не само да побољшава сваки аспект звука пренесеног са прва два албума, већ и доводи једну од најбољих музика њихове каријере... Ово је бенд на врхунцу својих моћи." BBC је написао, "истегли су модерне технике продукције до свог максимума са вишегласним вокалима и гитарама и Фредијев водвиљски страх је коначно изашао... ово је албум на коме је бенд заиста пронашао свој прави глас".

### Признања
| Издање                                          | Држава               | Признање                                                | Година | Позиција |
| ----------------------------------------------- | -------------------- | ------------------------------------------------------- | ------ | -------- |
| 1001 албум који морате чути пре него што умрете | Уједињено Краљевство | 1001 албум који морате чути пре него што умрете         | 2005.  | *        |
| Класик рок                                      | Уједињено Краљевство | 100 најбољих британских рок албума свих времена         | 2006.  | 28.      |
| Класик рок                                      | Уједињено Краљевство | 200 најбољих албума седамдесетих (20 најбољих 1974)     | 2006.  | *        |
| Керанг!                                         | Уједињено Краљевство | Анкета: 100 најбољих британских рок албума свих времена | 2005.  | 8.       |
| Керанг!                                         | Уједињено Краљевство | 100 најбољих рок албума свих времена                    | 2007.  | 45.      |
| Моџо                                            | Уједињено Краљевство | 100 најбољих гитарских албума                           | 2002.  | 72.      |
| Моџо                                            | Уједињено Краљевство | 70 најбољих албума седамдесетих                         | 2006.  | *        |
| Моџо                                            | Уједињено Краљевство | 100 плоча које су промениле свет                        | 2007.  | 88.      |
| NME                                             | Уједињено Краљевство | Анкета: 100 најбољих албума свих времена                | 2006.  | 63.      |
| Радио Керолајн                                  | Уједињено Краљевство | Анкета: 100 најбољих албума                             | 1977.  | 50.      |
| Траузер прес                                    | САД                  | Најбољи албуми седамдесетих                             | 1980.  | *        |
| Вирџин                                          | Уједињено Краљевство | Анкета: 1000 најбољих албума свих времена               | 2000.  | 492.     |
| Рок хард                                        | Немачка              | 500 најбољих рок и метал албума свих времена            | 2005.  | 308.     |

(*) означава несортиране листе

## Коментари бенда о албуму
| „                | Албум је веома разноврсан, довели смо га до екстремног, претпостављам, али смо били веома заинтересовани за студијске технике и желели смо да користимо шта нам је дато. Научили смо много тога правећи прва два албума. Наравно било је и критика, конструктивна критичност је добра за нас. Али да будем искрен не подносим толико британске медије, и нису се праведно опходили према нама. Осећам да будући новинари, већином, стављају себе изнад извођача. Свакако су имали лошег схватања о нама. Чак смо названи и хајпом супермаркета. Али ако нас видите на сцени, то смо шта смо. Ми смо, једноставно речено, рок бенд. | ” |
| — Фреди Меркјури | |   |

## Списак песама
Првих шест песама се налазило на страни А, док су се остале налазиле на страни Б.

## Особе
- Фреди Меркјури: главни и пратећи вокали, клавир, џенгл клавир у песмама "Killer Queen" и "Bring Back That Leroy Brown"
- Брајан Меј: гитаре, пратећи вокали, клавир у песми "Dear Friends", бенџо укулеле у "Bring Back That Leroy Brown", главни вокали у "She Makes Me (Stormtrooper in Stilettos)"
- Роџер Тејлор: бубњеви, удараљке, пратећи вокали, главни вокали у песми "Tenement Funster", врисци у "In the Lap of the Gods"
- Џон Дикон: бас гитаре, акустична гитара у песми "Misfire", ритам гитара и главна гитара у "Misfire", контрабас у "Bring Back That Leroy Brown"

Током Квинове прве концертне туре у Северној Америци (као пред-група бенду Мот Д Хупл), Меј се разболео од хепатитиса (инфициран је преко прљаве игле приликом вакцинације у Аустралији), али је наставио са радом у болници. Када се осећао здравим, радио је у студију, али се опет разболео, овога пута од чира на дванаестопалачном цреву. Док се Меј опорављао након операције, следећа тура је била отказана. Осећао се кривим и помало нервозним јер је мислио да ће га бенд заменити. На своје велико олакшање, нико у групи није помишљао на то. Сва три члана група наставила су са радом у студију без њега. Планирање продукције оставило је много празних места за Мејеве соло делове. Када се осећао боље, вратио се у студио како би завршио соло делове и пратеће вокале.

## Листе
| Листа (1974–75.)    | Највиша позиција |
| ------------------- | ---------------- |
| Аустралијска листа  | 19.              |
| Канадска листа      | 6.               |
| Холандска листа     | 7.               |
| Француска листа     | 6.               |
| Јапанска листа      | 23.              |
| Норвешка листа      | 9.               |
| УК листа албума     | 2.               |
| САД Билборд топ 200 | 12.              |

| Листа (1975)                     | Позиција |
| -------------------------------- | -------- |
| Аустралијска листа               | 96.      |
| Канадска листа                   | 43.      |
| Јапанска листа албума            | 32.      |
| УК листа албума                  | 39.      |
| САД Билборд листа за крај године | 38.      |

## Обновљено издање из 2011.
8. новембра 2010. године, дискографска компанија Universal Music је најавила проширено, обновљено издање са побољшаним квалитетом свих студијских албума за излазак у мају 2011. године. Ово је део новог уговора за снимање између групе и компаније, што би значило да би се свака веза са компанијом EMI привела крају након скоро 40 година. Судећи по компанији, сви Квинови албуми ће бити поново издати и побољшани 2011.

## Концертна тура
Од 10. октобра 1974. до првог маја 1975. године албум је промовисан концертном туром. Тура је имала 3 дела и 77 индивидуалних концерата, такође је била и прва светска тура Квина.
Пред-групе су биле Стикс, Канзас, Хастлер и Мехогани Раш.